# Jamestown (Kalifornija)
Jamjestown je naseljeno područje za statističke svrhe u američkoj saveznoj državi Kalifornija. Prema popisu stanovništva iz 2010. u njemu je živjelo 3.433 stanovnika.